# Lumezzane Pieve
La Pieve di San Giovanni è con Sant'Apollonio uno dei due maggiori nuclei abitati che formano il comune bresciano di Lumezzane. La frazione o località di Lumezzane Pieve dista 3,28 chilometri dal medesimo comune di Lumezzane di cui essa fa parte.

## Storia
Fin dal tardo Medioevo risulta che Lumezzane Sant'Apollonio e la Pieve, ossia l'abitato che ospita la chiesa principale della zona, godessero di due distinte amministrazioni municipali.
Un primo tentativo di creare un'unità amministrativa lumezzanese fu tentato dai rivoluzionari francesi nel 1798, ma l'esperimento naufragò dopo soli sette anni. Fu il fascismo un secolo dopo ad ordinare d'autorità la fusione dei tre Lumezzane, essendosi nel frattempo aggiuntosi anche un municipio per frazione di San Sebastiano.